# Bubble sort

Svolgimento dell'algoritmo Bubblesort, versione colorata

In informatica il Bubble sort o ordinamento a bolla è un semplice algoritmo di ordinamento di liste di dati. In esso l'insieme di dati viene scansionato, ogni coppia di elementi adiacenti viene comparata ed i due elementi vengono invertiti di posizione se sono nell'ordine sbagliato. L'algoritmo continua a ri-eseguire questi passaggi su tutta la lista fino a quando non vengono più eseguiti scambi, situazione che indica che la lista è ordinata.

## Denominazione ed efficienza
L'algoritmo deve il suo nome al modo in cui gli elementi vengono ordinati: quelli più piccoli "risalgono" verso un'estremità della lista, mentre quelli più grandi "affondano" verso l'estremità opposta della lista, come le bolle in un bicchiere contenente una bevanda frizzante. In particolare, alcuni elementi attraversano la lista velocemente (in gergo detti "lepri"), altri invece più lentamente (detti "tartarughe"). I primi vengono spostati nella stessa direzione in cui scorre l'indice dell'algoritmo, mentre i secondi nella direzione opposta.
Come tutti gli algoritmi di ordinamento, può essere usato per ordinare dati di qualsiasi tipo per i quali sia definita una relazione d'ordine.
Il Bubble sort è più efficiente rispetto al più semplice algoritmo di Ordinamento Ingenuo perché, invece di continuare ad eseguire sempre fino alla fine i due cicli annidati, si interrompe quando l'ordinamento è completo. Si tratta comunque di un algoritmo non particolarmente efficiente, presentando una complessità computazionale dell'ordine di O{\displaystyle (n^{2})} confronti con n elementi da ordinare, pertanto il suo utilizzo si limita a scopi didattici in virtù della sua semplicità e per introdurre i futuri programmatori al ragionamento algoritmico e alle misure di complessità.
Dell'algoritmo esistono numerose varianti, per esempio lo shaker sort.

## Spiegazione astratta

Esempio di bubble sort che ordina gli elementi in senso crescente. Partendo dall'inizio della lista e scorrendola progressivamente, si confrontano due elementi adiacenti e si scambiano le loro posizioni se non sono nel giusto ordine (ossia se il secondo elemento è minore del primo). Dopo la prima iterazione il massimo si troverà in ultima posizione, quella sua definitiva; dopo la seconda iterazione il secondo massimo si troverà in penultima posizione, anch'essa la sua definitiva; dopo la terza iterazione il terzo massimo si troverà in terz'ultima posizione, anch'essa la sua definitiva e così via. Ad ogni iterazione almeno un elemento si va a collocare nella sua giusta posizione: la procedura termina quando non ci sono più elementi da scambiare. Si noti infine come, per esempio, l'8 sia un coniglio che si muove velocemente verso destra, mentre il 2 sia una tartaruga che si muove lentamente verso sinistra.

Il bubble sort è un algoritmo iterativo, ossia basato sulla ripetizione di un procedimento fondamentale. La singola iterazione dell'algoritmo prevede che gli elementi dell'array siano confrontati a due a due, procedendo in un verso stabilito (che si scorra l'array a partire dall'inizio in avanti, o a partire dal fondo all'indietro, è irrilevante; d'ora in poi ipotizzeremo che lo si scorra partendo dall'inizio).
Per esempio, saranno confrontati il primo e il secondo elemento, poi il secondo e il terzo, poi il terzo e il quarto e così via fino al confronto fra il penultimo e l'ultimo elemento. Ad ogni confronto, se i due elementi confrontati non sono ordinati secondo il criterio prescelto, vengono scambiati di posizione. Durante ogni iterazione almeno un valore viene spostato rapidamente fino a raggiungere la sua collocazione definitiva; in particolare, alla prima iterazione il numero più grande raggiunge l'ultima posizione dell'array, alla seconda il secondo numero più grande raggiunge la penultima posizione e così via.
Il motivo è semplice e si può illustrare con un esempio. Si supponga che l'array sia inizialmente disposto come segue:
```
15 6 4 10 11 2
```

Inizialmente 15 viene confrontato con 6, ed essendo 15>6, i due numeri vengono scambiati:
```
6 15 4 10 11 2
```

A questo punto il 15 viene confrontato col 4, e nuovamente scambiato:
```
6 4 15 10 11 2
```

Non è difficile osservare che, essendo 15 il numero massimo, ogni successivo confronto porterà a uno scambio e a un nuovo spostamento di 15, che terminerà nell'ultima cella dell'array. Per motivi analoghi, alla seconda iterazione è garantito che il secondo numero più grande raggiungerà la sua collocazione definitiva nella penultima cella dell'array, e via dicendo. Ne conseguono due considerazioni:
1. se i numeri sono in tutto N, dopo N-1 iterazioni si avrà la garanzia che l'array sia ordinato;
2. all'iterazione i-esima, le ultime i-1 celle dell'array ospitano i loro valori definitivi, per cui la sequenza di confronti può essere terminata col confronto dei valori alle posizioni N+1-i e N-i.

Ovviamente, a ogni iterazione può accadere che più numeri vengano spostati; oltre a portare il numero più grande in fondo, ogni singola iterazione può contribuire anche a un riordinamento parziale degli altri valori. Anche per questo motivo, può accadere (e normalmente accade) che l'array risulti effettivamente ordinato prima che si sia raggiunta la N-1ª iterazione. Su questa osservazione sono basate le versioni ottimizzate dell'algoritmo.

### Analisi dell'algoritmo
Il bubble sort effettua all'incirca {\displaystyle {\frac {N^{2}}{2}}} confronti ed {\displaystyle {\frac {N^{2}}{2}}} scambi sia in media che nel caso peggiore.
Il tempo di esecuzione dell'algoritmo è {\displaystyle \Theta (n^{2})}.

### Varianti e ottimizzazioni
Esistono numerose varianti del bubble sort, molte delle quali possono essere definite ottimizzazioni, in quanto mirano a ottenere lo stesso risultato finale (l'ordinamento dell'array) eseguendo, in media, meno operazioni, quindi impiegando meno tempo e meno risorse computazionali.
Un insieme di ottimizzazioni si basa sull'osservazione che, se in una data iterazione non avviene alcuno scambio, significa che l'array è sicuramente ordinato, quindi l'algoritmo può essere terminato anticipatamente (ovvero senza giungere alla N-1ª iterazione). Una tecnica di ottimizzazione può dunque essere applicata usando una variabile booleana (o equivalente) usata come "flag" che tiene traccia se nell'iterazione corrente si è eseguito almeno uno scambio. La variabile viene impostata a false all'inizio di ogni iterazione e modificata a true solo nel caso in cui si proceda a uno scambio. Se al termine di un'iterazione completa il valore della variabile flag è rimasto false, ovvero nell'iterazione non sono stati eseguiti scambi, l'array è ordinato e l'intero algoritmo viene terminato. Questa tecnica produce una riduzione del tempo medio di esecuzione dell'algoritmo, pur con un certo overhead costante dato dall'assegnamento e dal confronto della variabile flag.
Una seconda linea di ottimizzazione (che può essere combinata con la prima) è basata sull'osservazione che (sempre assumendo una scansione dell'array, per esempio, in avanti, e ordinamento crescente) se una data iterazione non sposta nessun elemento di posizione maggiore di un dato valore i, allora si può facilmente dimostrare che nessun'iterazione successiva eseguirà scambi in posizioni successive a tale valore i. L'algoritmo può dunque essere ottimizzato memorizzando la posizione a cui avviene l'ultimo scambio durante un'iterazione e limitando le scansioni dell'array durante le iterazioni successive solo fino a tale posizione. Anche questa tecnica evidentemente introduce un piccolo overhead, dato dalla gestione di una variabile aggiuntiva che indica la posizione alla quale la scansione della lista deve fermarsi di volta in volta.
Un'altra variante già menzionata, lo shaker sort, consente di ridurre la probabilità che si verifichi la situazione di caso peggiore, in cui tutte le ottimizzazioni precedentemente citate falliscono e quindi contribuiscono solo negativamente con i relativi overhead; vedi la voce relativa.

### Conigli e tartarughe
Come detto, la struttura dell'algoritmo porta ad avere elementi che si spostano verso la posizione corretta più velocemente di altri. Tutti gli elementi che si spostano nella stessa direzione di scorrimento dell'indice avanzano più velocemente di quelli che lo fanno in senso contrario. Si riprende l'esempio precedente. Data la lista
```
15 6 4 10 11 2
```

dopo la prima iterazione la disposizione dei numeri sarà:
```
6 4 10 11 2 15
```

Qui si osserva il "coniglio" 15 e la "tartaruga" 2: il primo numero, in una sola iterazione, ha attraversato tutta la lista, posizionandosi nella sua collocazione definitiva. Il secondo, invece, durante la stessa iterazione è avanzato di una sola posizione verso la sua collocazione corretta.
Sono stati effettuati diversi tentativi per eliminare le tartarughe e aumentare l'efficienza del Bubble sort: l'algoritmo shaker sort risolve molto bene questo problema, utilizzando un indice interno la cui direzione di scorrimento è invertita a ogni passaggio; risulta più efficiente del Bubble sort, ma paga un dazio in termini di complessità ({\displaystyle O(n^{2})}). Il Comb sort compara elementi divisi da una grossa separazione, potendo quindi spostare le tartarughe molto velocemente prima di procedere a controlli fra elementi via via sempre più vicini per rifinire l'ordine della lista (la sua velocità media è comparabile a quella di algoritmi molto più veloci quali il quicksort).

## Pseudocodice
Di seguito viene riportato uno pseudocodice base relativo alla versione originale dell'algoritmo:
```
procedure
 BubbleSort(A
:
lista degli elementi da ordinare)
  scambio ← true
  
while
 scambio 
do

    scambio ← false
    
for
 i ← 0 
to
 length(A)-1 
 do

      
if
 A[i] > A[i+1] 
then

        swap( A[i], A[i+1] )
        scambio ← true
```

Lo pseudocodice appena scritto sposta, ad ogni ciclo while, l'elemento più grande all'estrema destra.

Una versione alternativa potrebbe essere la seguente:
```
procedure
 BubbleSort(A
:
lista degli elementi da ordinare)
  
for
 i ← 0 
to
 length(A)-2 
 do

    
for
 j ← i+1 
to
 length(A)-1 
 do

      
if
 A[j] < A[i] 
then

        swap( A[j], A[i] )
```

Questa versione, invece, sposta, ad ogni ciclo for esterno, l'elemento più piccolo all'estrema sinistra.

### Ottimizzazioni
Le prestazioni del bubble sort possono essere leggermente migliorate tenendo conto del fatto che dopo la prima iterazione l'elemento più grande si troverà certamente nell'ultima posizione della lista, quella sua definitiva; alla seconda iterazione il secondo più grande si troverà in penultima posizione, quella sua definitiva, e così via. Ad ogni iterazione il ciclo dei confronti può accorciarsi di un passo rispetto al precedente, evitando di scorrere ogni volta tutta la lista fino in fondo: all'n-esima iterazione si può quindi fare a meno di trattare gli ultimi n-1 elementi che ormai si trovano nella loro posizione definitiva. Si può rappresentare quanto detto con questo secondo pseudocodice:
```
procedure
 BubbleSort(A:lista di elementi da ordinare)
  scambio ← true
  n ← length
(A)
 - 2                   //poiché l'indice parte da 0 e devo fermarmi al penultimo elemento del vettore devo togliere 2
  
while
 (scambio) 
do

    scambio ← false
    
for
 i ← 0 
to
 n 
do

      
if
 (A[i] > A[i + 1]) 
then
       //sostituire '>' con '<' per ottenere un ordinamento decrescente
        swap ( A[i], A[i+1] )
        scambio ← true
    n ← n-1                           //ad ogni passaggio il ciclo for si accorcia di un'iterazione
```

Un altro tipo di ottimizzazione deriva dall'osservazione che spesso, alla fine di un'iterazione, non uno bensì due o più elementi si trovano nella loro posizione definitiva: tutti gli elementi che si trovano a valle dell'ultimo scambio effettuato risultano ordinati e si può evitare di trattarli ancora nell'iterazione successiva.
Si può rappresentare quanto detto con questo terzo pseudocodice: 
```
procedure
 BubbleSort(A:lista di elementi da ordinare)
  n ← length
(A)
 - 1
  ultimoScambiato ← n
  
while
 (ultimoScambiato > 0) 
do

    ultimoScambiato ← 0
    
for
 i ← 0 
to
 n 
do

      
if
 (A[i] > A[i + 1]) 
then
       //sostituire '>' con '<' per ottenere un ordinamento decrescente
        swap ( A[i], A[i+1] ) 
        ultimoScambiato ← i
    n ← ultimoScambiato     //ad ogni passaggio si accorcia il ciclo for fermandosi in corrispondenza dell'ultimo scambio effettuato
```

Il terzo pseudocodice accorcia ulteriormente, se possibile, il ciclo di for: mentre nello pseudocodice base ad ogni passaggio il ciclo si ripete sempre n-1 volte e nel secondo pseudocodice esso si accorcia progressivamente di un'unità, nel terzo pseudocodice l'accorciamento può essere ancora più marcato dipendendo dal punto in cui si è verificato l'ultimo scambio.